# Oana Sârbu
Oana Sârbu (n. 13 mai 1968, București, România) este o cântăreață de muzică ușoară și actriță română.

## Biografie
Este fiica lui Romulus Sârbu, unul din membrii celebrului cuplu comic-fantezist Anton și Romică de la teatrul „Constantin Tănase”.
În 1985 câștigă trofeul „Steaua fără nume”, iar în 1986, „Premiul Tinereții” la Festivalul „Mamaia '86”. Și-a început cariera de actriță cu rolul din filmul Liceenii. A creat o  adevărată modă; ani la rând, fetele de liceu s-au tuns precum personajul pe care l-a interpretat în acest film, Dana.
În 1997, scapă cu viață dintr-un accident de mașină.
Realizează o emisiune TV de peste trei ore la postul TVRM. Susține turnee în Statele Unite ale Americii, Germania și Israel. Actualmente joacă la teatrul „Constantin Tănase”.

## Discografie
Albume
- Te Iubeam, 1991, Vinil, ST-CS 0292, MAR Music Production
- Lumea basmelor, 2000, Casetă, 0095, Mediapro Music
- Sărbători acasă
- Te așteptăm să vii, Moș Crăciun!, 2006, CD, EDC 748, Electrecord (împreună cu Robert Turcescu, Ștefan Bănica jr., Adrian Enache, Marcel Pavel, Luminița Anghel și Narcisa Suciu)
- Un altfel de portret, 2011, CD, Radio România

Compilații
- Îmi Vei Lipsi..., 1995, Casetă, VR O33, Vivo
- Best Of, 1995, CD, OVO 201, OVO Music

## Filmografie
- Liceenii (1986)
- Vulcanul stins (1987)
- Extemporal la dirigenție (1988)
- Liceenii Rock'n'Roll (1991)
- Liceenii în alertă (1993)
- Secretul Mariei (2006)